# 端川青年站
端川青年站（韓語：단천청년역）是朝鮮民主主義人民共和國咸鏡南道端川市的一個鐵路車站，属于平罗线和虛川線。

## 邻近车站
平罗线
新端川站 - 端川青年站 - 門岩站
虛川線
吾夢里站 - 東坮站